# Castellet dels Aspres
El Castellet dels Aspres era un castell medieval d'estil romànic del segle xi situat a la comuna de Teulís, a la comarca del Rosselló (Catalunya Nord).
Estava situat a Croanques; les seves escasses restes són a ponent i a prop de l'església de Santa Agnès de Croanques.